# بلاكبيرن بوكانير
بلاكبيرن بوكانير (بالإنجليزية: Blackburn Buccaneer)‏ هي طائرة هجوم أرضي أنتجت في المملكة المتحدة. من صناعة هوكر سايدلي. كانت تستخدم بشكل أساسي من قبل البحرية الملكية البريطانية. كان أول طيران لها في 30 أبريل 1958. دخلت الخدمة في 17 يوليو 1962، انتهت خدمتها في 1994.

## المستخدمون
- البحرية الملكية البريطانية
- سلاح الجو الملكي
- سلاح جو جنوب أفريقيا